# Franz Elsner (Maler)
Franz Elsner (* 31. Juli 1898 in Wien; † 19. Juli 1978 ebenda) war ein österreichischer Maler.

## Leben
Franz Elsner, am 31. Juli 1898 in Wien geboren, begann seine künstlerische Ausbildung mit einer Lehre als Lithograph (1912–1916). Nach dem Ersten Weltkrieg machte er im Zuge eines Malkurses für Soldaten Bekanntschaft mit dem, zu dieser Zeit schon berühmten, Maler Robin Christian Andersen. 1919 absolvierte Elsner erfolgreich die Aufnahmeprüfung an die Akademie der bildenden Künste Wien, wählte aber dennoch die private Malschule Andersens.
1921 wurde Elsner Mitglied der Künstlervereinigung „Sonderbund“ und lernte viele bekannte österreichische Maler seiner Zeit, wie Anton Faistauer, Anton Kolig oder Franz Wiegele kennen. Im selben Jahr fand auch Elsners erste Ausstellung im Rahmen der Kunstschau im Wiener Künstlerhaus statt.
1923 war Franz Elsner Mitarbeiter Anton Faistauers bei dessen Ausgestaltung der Pfarrkirche Morzg bei Salzburg. 1926 assistierte er Robin Christian Andersen bei der Fertigung gemalter Gobelins für das Salzburger Festspielhaus.
Am 18. Juni 1925 heiratete Elsner die Malerin Lily Kollberg, die er während der Ausbildung bei Andersen kennengelernt hatte. 1931 wurde Sohn Michael geboren. Ebenfalls 1931 wurde Franz Elsner Mitglied der Wiener Secession. 1934 nahm er erfolgreich an der Biennale in Venedig teil. Eines seiner Gemälde, das Landschaftsbild „Dürnstein“, wurde vom italienischen Staat angekauft.
Von 1938 bis 1945 wurde über Franz Elsner durch das nationalsozialistische Regime Berufsverbot verhängt. Ihm wurde vorgeworfen, in einer sogenannten „Mischehe“ zu leben, da seine Frau Lily Elsner (geb. Kollberg) jüdischer Herkunft war. 1940 wurde er zum Militär einberufen, zwei Jahre später jedoch wegen „politischer Unzuverlässlichkeit“ entlassen.
Nach dem Zweiten Weltkrieg übernahm Franz Elsner 1946 eine Meisterklasse für Malerei an der Akademie Wien, 1951 wurde er zum Titularprofessor ernannt. Namhafte Schüler sind Diana Chesham, Peter Dotrel und Viktor Lederer.
1959 wurde Elsner Mitglied des Wiener Künstlerhauses.
Kurz vor seinem 80. Geburtstag verstarb Franz Elsner am 19. Juli 1978 in Wien. Er wurde auf dem Hietzinger Friedhof bestattet.

## Werk

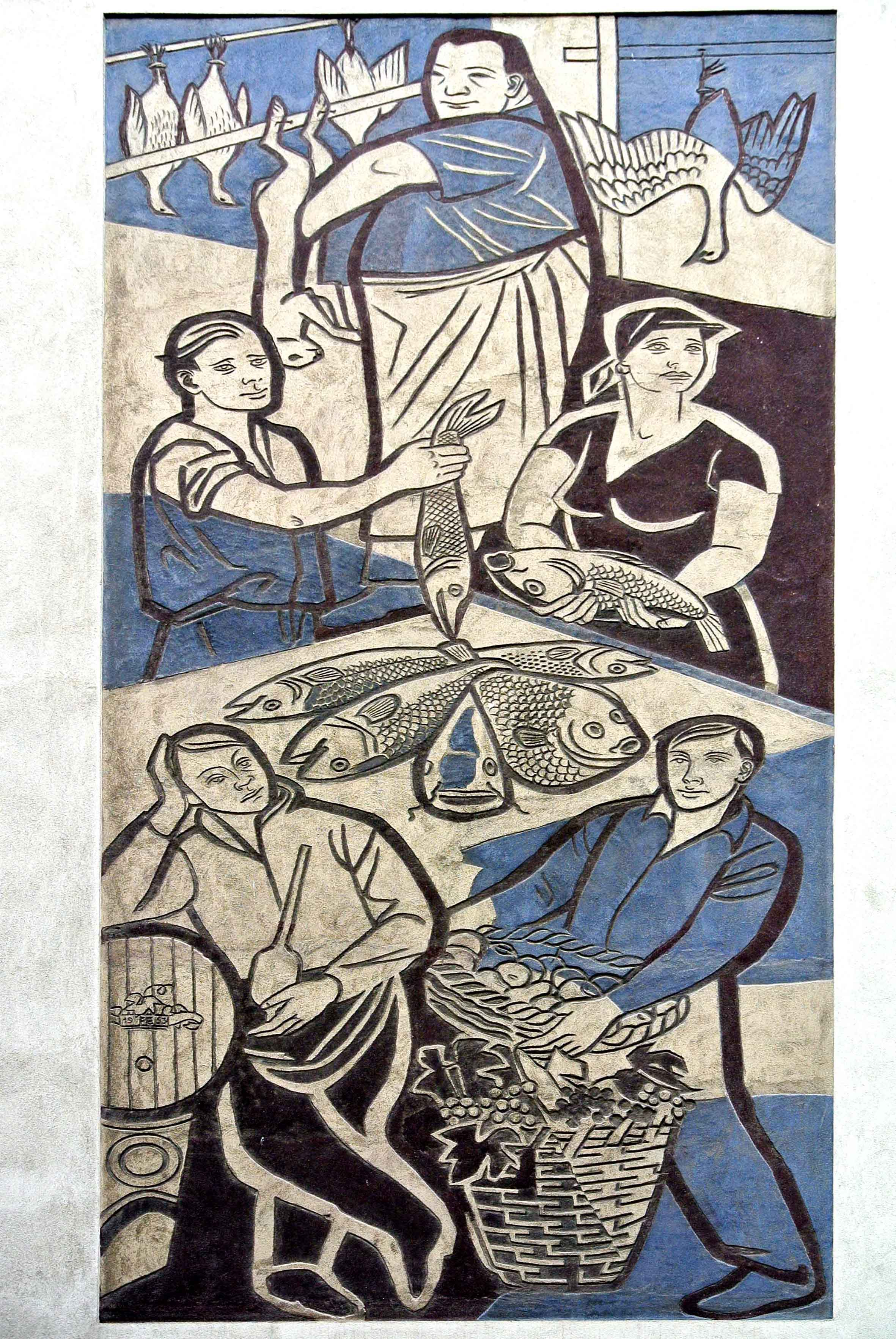
Sgraffito Versorgung der Stadt (1953), Hohlweggasse 6, Wien

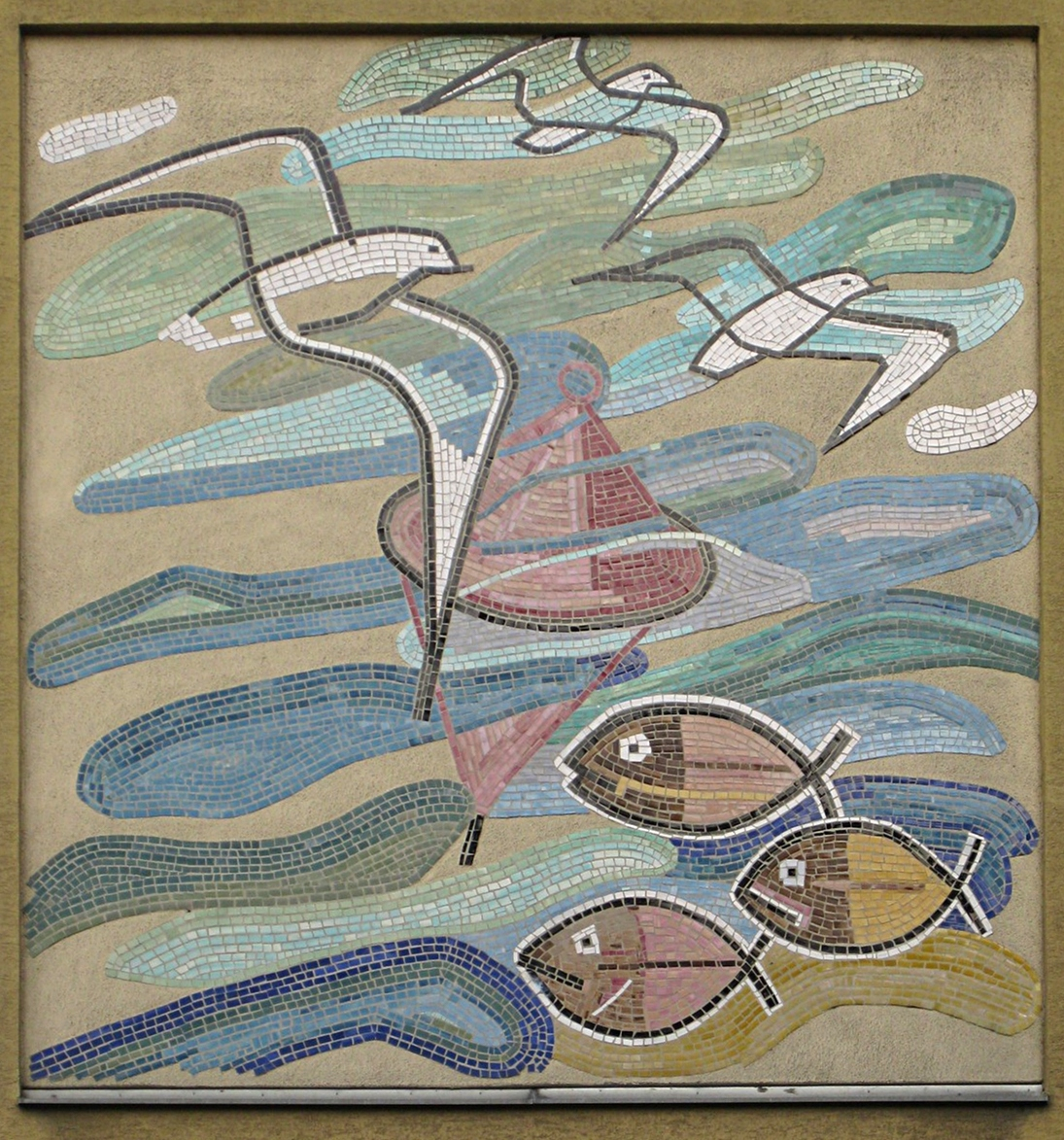
Wandmosaik Fische, Boje, Vögel (1955), Otto Gratzl-Hof, Wien

Franz Elsners Frühwerk zu Beginn der 1920er Jahre ist geprägt von der Auseinandersetzung mit dem Schaffen seines Lehrers Robin Christian Andersen. Aber auch der berühmte Anton Faistauer, enger Freund und Schwager Andersens, inspirierte den jungen Elsner. Die Mitarbeit bei Anton Faistauers Deckengemälden der Pfarrkirche Morzg (1923) und bei Robin Christian Andersens gemalten Gobelins für das Salzburger Festspielhaus (1926) boten Elsner die Möglichkeit, sich intensiv mit der Malweise der beiden renommierten Künstler zu beschäftigen. So finden sich in den frühen Arbeiten – meist Stillleben, Landschaften und Porträts – zeichnerisch-fragmentarische Konturlinien, ein dynamischer Farbauftrag und eine gesteigerte Lichtdramaturgie.
Die drei Genres Stillleben, Landschaft und Porträt sollten Elsners gesamtes künstlerisches Schaffen bestimmen. In den 1950er Jahren kam noch die Tiermalerei hinzu.
Elsners Stillleben sind geprägt von einem schwungvollen Pinselstrich, zeichnerischen Konturlinien, einer Vereinfachung der dargestellten Gegenstände, starken Schlagschatten und atmosphärischen Hintergründen. Die Beschäftigung mit der Kunst Paul Cézannes, der viele österreichische Maler jener Zeit beeinflusste, ist eindeutig spürbar. Ähnliches gilt für die Porträtmalerei. Hier ist die Dramatik des Hell-Dunkel nochmals gesteigert. In seinen Landschaftsbildern, die meist österreichische oder südliche Ansichten zeigen, versucht Elsner einen flüchtigen Moment, eine bestimmte Lichtstimmung einzufangen.
Auch nach dem Zweiten Weltkrieg bleibt Elsner seinen bevorzugten Bildgattungen und seinem Malstil treu, was seinem Werk eine starke Homogenität und einen großen Wiedererkennungswert verleiht.

## Auszeichnungen
- 1929 Ehrenpreis der Julius Reich Künstlerstiftung, verliehen von der Akademie der bildenden Künste, Wien
- 1931 Förderungspreis des Eckart-Bundes
- 1931, 1933, 1935 und 1936 Österreichischer Staatspreis
- 1937 Ehrenpreis der Julius Reich Künstlerstiftung, verliehen von der Akademie der bildenden Künste, Wien
- 1959 Bronzene Künstlernadel, Künstlerhaus Wien
- 1968 Goldener Lorbeer des Künstlerhauses Wien und dessen Ehrenmitgliedschaft
- 1973 Österreichisches Ehrenkreuz für Wissenschaft und Kunst I. Klasse